# Almsee

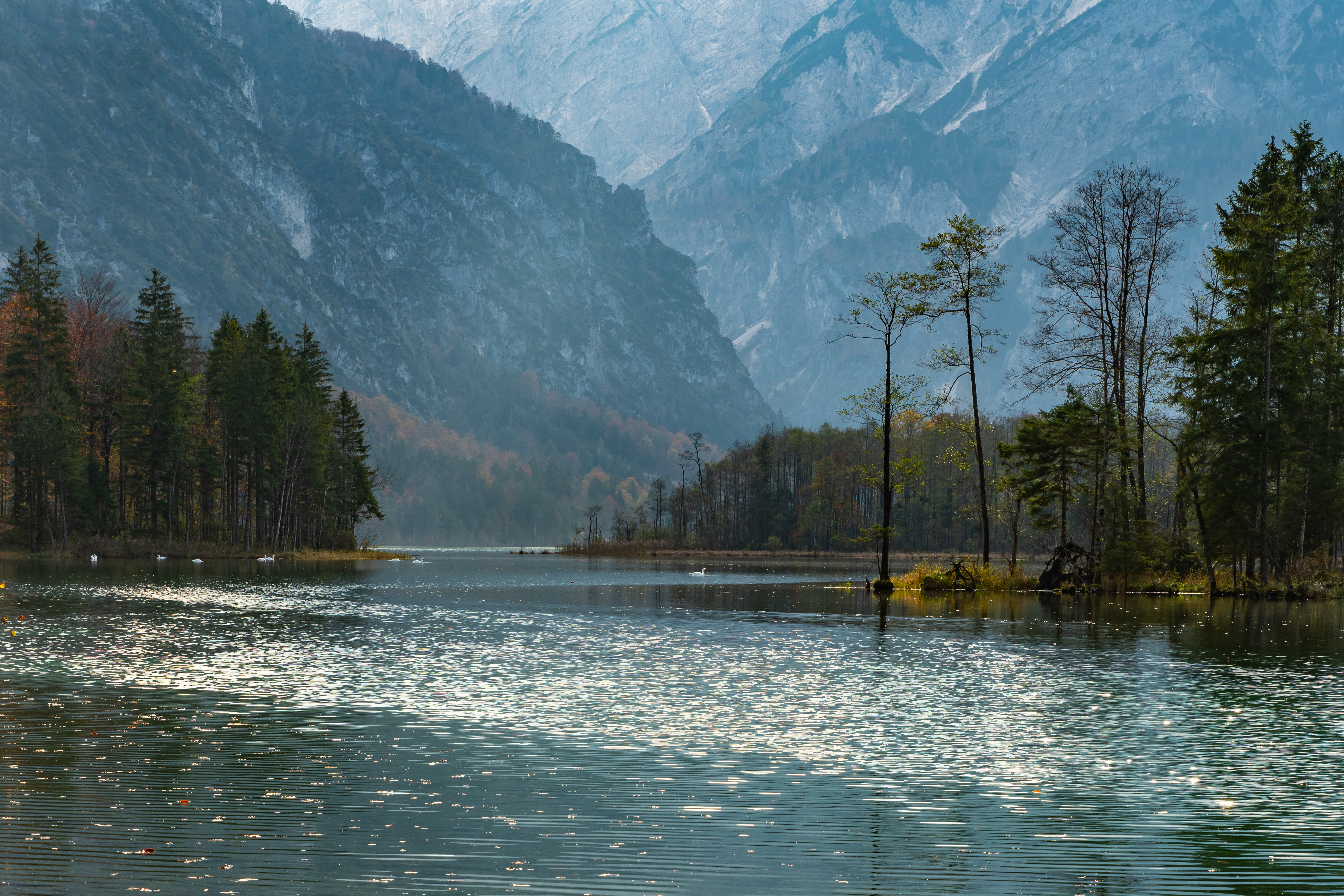
Vue de l'Almsee, du nord vers le sud. Octobre 2018.

L'Almsee est un lac des Préalpes orientales septentrionales de Haute-Autriche. Une partie de la région de Salzkammergut dans la vallée de Almtal, à 13 km au sud de Grünau im Almtal, à l'extrémité nord du Massif mort (Totengebirge). Le lac mesure 2,3 kilomètres de long et 700 mètres de large. Il est la source de la rivière Alm qui se jette dans la rivière Traun, un affluent du Danube.

## Formation
Une transformation à grande échelle de la vallée de l’Almtal a eu lieu à la fin de la Glaciation de Würm, il y a environ 13 000 ans, par le glissement des glaciers qui ont détaché environ 0,5 km3 de matériaux rocheux qui ont formé dans la vallée une langue de débris 12 km de long (cône de déjection), l'une des plus longues des Alpes orientales.